# Irma Leopold
Irma Leopold är en fiktiv person och en av huvudpersonerna i den australiensiska författaren Joan Lindsays (1896-1984) roman "Picnic at Hanging Rock" ("Utflykt i det okända") från 1967, filmatiserad av Peter Weir (f.1944) 1975. I filmen spelas Irma Leopold av Karen Robson (f.1957). Hennes rollgestalt är en av de tre internatskoleflickor som tillsammans med en lärare helt oförklarligt försvinner i samband med en bestigning av den groteska vulkanformationen Hanging Rock, belägen nära den lilla orten Woodend i delstaten Victoria, ca 8 mil norr om Melbourne, Australien. Irma Leopold är den enda av de försvunna som återfinns vid liv.
Även om handlingen i Joan Lindsays roman är fiktiv i så måtto att inga kända försvinnanden skedde vid Hanging Rock den 14 februari 1900, antydde Joan Lindsay vid flera tillfällen att romanens innehåll skulle vara baserat på en verklig händelse. Någon historisk dokumentation om en sådan incident har dock ännu inte påträffats i samband med de föga heltäckande och samordnade efterforskningar som hittills gjorts i australiensiska arkiv.